# حامول كهرباء

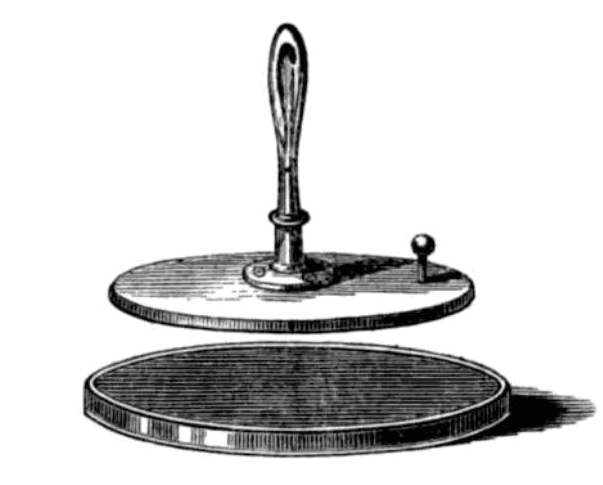
حامول كهرباء من القرن التاسع عشر.

حامول كهرباء أو حامل الكهرباء أو الإلكتروفور (Electrophorus) وهو جهاز كهربائي يستخدم في فصل الشحنات الكهربائية وتوليد جهد كهربائي عالي
وقد نم اختراع في 1764 من قبل البروفسور السويدي كارل يوهان يلكي
وعمل على تحسينه الباحث الإيطالي اليساندرو فولتا في عام 1775
هذه الطريقة أو أي طريقة مشابهة في فصل الشحنات وإنتاج جهد كهربائي كانت أساس للأبحاث في الكهرباء في القرن الثامن عشر على يد اليساندرو فولتا 

## بناء الجهاز
يتكون الجهاز من جزئين:
1) صفيحة معدنية مع قبضة عازلة مشابهة للصفائح في المكثف
2) طبقة غير موصلة للكهرباء (مكونة من خليط من ال راتنج، الشمع الأحمر وشيلاك) وهذه الطبقة موجودة على طبقة أساسية معدنية موضوعة على الأرض